# Гуарова камедь

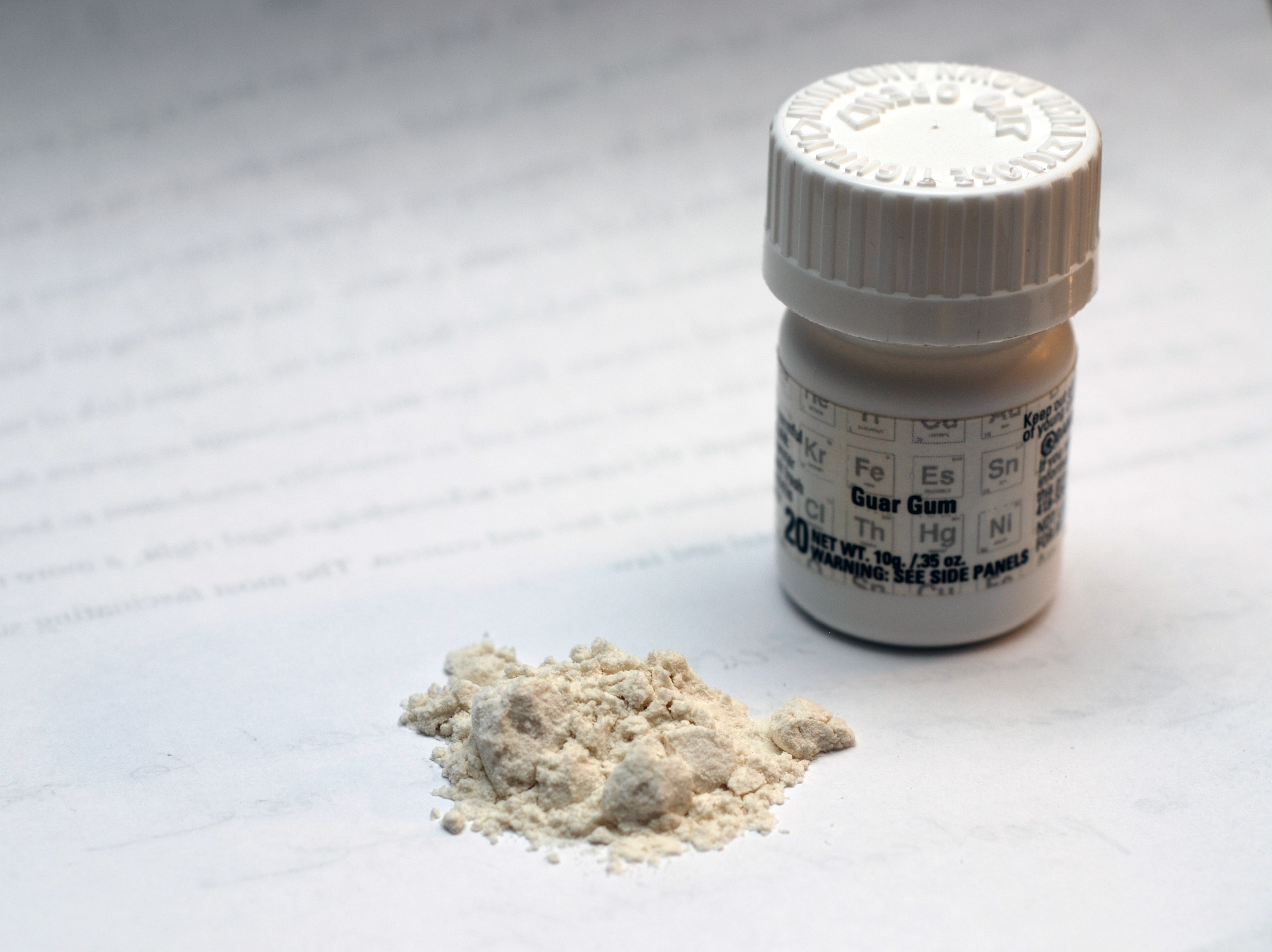
Гуарова камедь

Гуарова камедь (Е412) — порошок білого або жовтуватого кольору з характерним запахом. Добувають його із меленого ендосперму насіння гуарових бобів. Плід цього дерева — боби близько 15 см довжиною, які містять від 6 до 9 насінин діаметром 2-3 мм. Насіння містить до 70 % камеді (вищого полісахариду — галактоманнану).
З 1907 року гуарове дерево визнане сировиною рослинного походження, придатного для споживання людиною, але перш за все для великої рогатої худоби, хоча вирощували цю рослину в західній частині Індії та Пакистану завжди.
В 1957 році гуарова камедь була виведена на міжнародний ринок. В комерційних цілях в основному використовувались загущуючі якості гуару.
Спочатку гуарова камедь застосовувалась в паперовій, гірничій, текстильній галузях промисловості, в косметичних та фармацевтичних виробах. Дещо пізніше її почали використовувати в харчовій промисловості.
Ряд досліджень дозволив створити хімічно модифікований гуар. В харчових продуктах гуарову камедь використовують як загущувач, який має такі властивості: регулює в'язкість, стабілізує емульсії, надає кремоподібної консистенції продуктам. В молочних продуктах гуарову камедь застосовують для збереження вологи, в заморожених — як регулятор в'язкості, для надання однорідної структури. В процесі виробництва сиру гуарова камедь сприяє утворенню згустка та збільшує вихід продукції. Біологічна дія гуарової камеді: нормалізує кишкову мікрофлору, детоксикатор, знижує рівень холестерину.
Цю харчову добавку використовують у майонезах, молочних десертах, морозиві, кетчупі, салатних соусах, продуктах швидкого приготування, у варених ковбасах та ліверно-паштетних виробах.